# Юймінь
46°12′01″ пн. ш. 82°58′47″ сх. д. / 46.20041° пн. ш. 82.97964° сх. д.
Юймінь (кит. 裕民县, пін. Yùmín Xiàn) — один із повітів КНР у складі префектури Тачен, СУАР. Адміністративний центр — містечко Карабура.

## Географія
Повіт Юймінь лежить на заході префектури у межах гірського пасма Барлик.

### Клімат
Повіт знаходиться у зоні, котра характеризується кліматом степів і напівпустель. Найтепліший місяць — липень із середньою температурою 23,3 °C. Найхолодніший місяць — січень, із середньою температурою -9,4 °С.
| Клімат повіту Юймінь    | Клімат повіту Юймінь | Клімат повіту Юймінь | Клімат повіту Юймінь | Клімат повіту Юймінь | Клімат повіту Юймінь | Клімат повіту Юймінь | Клімат повіту Юймінь | Клімат повіту Юймінь | Клімат повіту Юймінь | Клімат повіту Юймінь | Клімат повіту Юймінь | Клімат повіту Юймінь | Клімат повіту Юймінь |
| Показник                | Січ.                 | Лют.                 | Бер.                 | Квіт.                | Трав.                | Черв.                | Лип.                 | Серп.                | Вер.                 | Жовт.                | Лист.                | Груд.                | Рік                  |
| Середній максимум, °C   | −3,2                 | −1,4                 | 5                    | 16,5                 | 22,8                 | 27,8                 | 30                   | 29,2                 | 23,6                 | 14,6                 | 4,6                  | −1,6                 | 14                   |
| Середня температура, °C | −9,4                 | −7,5                 | −0,7                 | 9,7                  | 16,2                 | 21,2                 | 23,3                 | 22,1                 | 16,3                 | 7,7                  | −1                   | −7,3                 | 7,6                  |
| Середній мінімум, °C    | −13,8                | −12,1                | −5,2                 | 4                    | 10,2                 | 15                   | 17,1                 | 15,7                 | 9,9                  | 2,5                  | −4,9                 | −11,3                | 2,3                  |
| Норма опадів, мм        | 20.7                 | 16.1                 | 19.9                 | 30.9                 | 33.9                 | 24.6                 | 26.6                 | 20.5                 | 18.9                 | 28.8                 | 35.8                 | 27.2                 | 303.9                |
| Вологість повітря, %    | 71                   | 70                   | 68                   | 52                   | 48                   | 45                   | 45                   | 42                   | 45                   | 61                   | 73                   | 73                   | 57.8                 |
| ----------------------- | -------------------- | -------------------- | -------------------- | -------------------- | -------------------- | -------------------- | -------------------- | -------------------- | -------------------- | -------------------- | -------------------- | -------------------- | -------------------- |
| Джерело: data.cma.cn    |                      |                      |                      |                      |                      |                      |                      |                      |                      |                      |                      |                      |                      |